# Конељано
Конељано (итал. Conegliano) град је у северној Италији. То је други град округа Тревизо у оквиру италијанске покрајине Венето.

## Природне одлике
Град Конељано налази се у источном делу Падске низије, на 70 км северно од Венеције, седишта покрајине. Град се образовао око средњег тока речице Монтићано, у подножју Венецијанских Алпа. Надморска висина града је око 75 м.

## Становништво
Према резултатима пописа становништва 2011. у општини је живело 34.428 становника.
| 1931.  | 1936.  | 1951.  | 1961.  | 1971.  | 1981.  | 1991.  | 2001.  | 2011.  |
| ------ | ------ | ------ | ------ | ------ | ------ | ------ | ------ | ------ |
| 17.232 | 15.434 | 18.353 | 22.892 | 31.531 | 36.142 | 35.656 | 35.100 | 34.428 |

Конељано данас има око 36.000 становника, махом Италијана. Током протеклих деценија у град се доселило много досељеника из иностранства, највише са Балкана.

## Галерија
- Улица 20. септембра
- Градска катедрала
- Скалинете Алпини
- Градско приобаље